# 24292 Сьюзанрага
24292 Сьюзанрага (24292 Susanragan) — астероїд головного поясу, відкритий 12 грудня 1999 року.
Тіссеранів параметр щодо Юпітера — 3,215.